# Vredens tid
Vredens tid är en kriminalroman skriven av Stefan Tegenfalk om kriminalkommissarie Walter Gröhn och praktikant Jonna de Brugge från Rikspolisstyrelsens särskilda utredningsenhet. 
Vredens tid finns också utgiven i Storbritannien under titeln Anger Mode  och i Danmark under titeln Vredens tid .